# Latrodectus cinctus
Latrodectus cinctus är en spindelart som beskrevs av John Blackwall 1865. Latrodectus cinctus ingår i släktet änkespindlar, och familjen klotspindlar. Inga underarter finns listade i Catalogue of Life.